# Glutaminsav
A glutaminsav egy aminosav (rövidítése Glu vagy E). Anionja a glutamát. Egyike a 20 fehérjealkotó aminosavnak. Nem tartozik az esszenciális aminosavak közé, azaz az emberi szervezet is elő tudja állítani. Az emberi szervezet szabadaminosav-tartalmának legnagyobb részét teszi ki. A GAA és a GAG tripletek kódolják. 
Ahogy neve is jelzi, oldalláncához karboxilcsoport kapcsolódik. Semleges (7-es) pH értéknél az amino-csoporthoz egy proton kapcsolódik, valamint az egyik, vagy mindkét karboxilcsoport ionizálódik. Az így keletkezett vegyület egyszeres negatív töltéssel rendelkezik, és glutamát a neve. A glutaminsav pKa értéke 4,1, azaz ennél kisebb pH-érték mellett a karboxilcsoportoknak kevesebb mint fele ionizálódik.

## Szerepe
A glutamin alapvető szerepet játszik a stresszre  adott szervezeti válaszreakciókban, ennél fogva hiánya következtében sérül a szervezet védekezőkészsége. A glutamin ugyanis kulcsszerepet játszik számos metabolikus és immunológiai folyamatban, ezenkívül a legfontosabb energiaforrás a gyorsan osztódó sejtek, mint enterociták, limfociták számára, csökkenti a gyulladáskeltő és fokozza az gyulladáscsökkentő gyulladásos mediátorok termelődését, fokozza a sejt immunitást.
A legfontosabb celluláris antioxidáns, a glutation prekurzora.
Ezenkívül fokozza a bélnyálkahártya barrierfunkcióját. 

## Bioszintézise
| Kezdeti anyagok                      | Keletkezett anyagok     | Enzimek      |
| ------------------------------------ | ----------------------- | ------------ |
| Glutamin + H2O                       | → Glu + NH3             | GLS, GLS2    |
| NAcGlu + H2O                         | → Glu + Acetát          | (nem ismert) |
| α-ketoglutarát + NADPH + NH+4        | → Glu + NADP+ + H2O     | GLUD1, GLUD2 |
| α-ketoglutarát + α-aminosav          | → Glu + α-oxosav        | transzamináz |
| 1-pirrolin-5-karboxilát + NAD+ + H2O | → Glu + NADH            | ALDH4A1      |
| N-formimino-L-glutamát + FH4         | → Glu + 5-formimino-FH4 | FTCD         |

## Felhasználása és hatásmechanizmusa

### Lebontás
A glutamát kulcsfontosságú eleme a sejtszinten történő lebontásnak. Az emberi szervezet az elfogyasztott fehérjét első körben aminosavakká bontja, majd ezekből építi fel a számára szükséges fehérjéket. Az aminosavvá való bontás kulcseleme a transzamináció, amikor az aminosav aminocsoportja átadódik egy α-ketosavnak, általában egy transzamináznak nevezett enzim segítségével:
R1-aminosav + R2-α-ketosav ⇌ R1-α-ketosav + R2-aminosav
Egy nagyon általános α-ketosav az α-ketoglutarát (más néven alfa-ketoglutársav), a citromsavciklus fontos eleme. Az α-ketoglutarát transzaminációjával glutamát keletkezik. Általában a reakció eredményeként létrejövő α-ketosav is hasznos vegyület.
Alanin + α-ketoglutarát ⇌ piroszőlősav + glutamát
Aszparaginsav + α-ketoglutarát ⇌ oxálacetát + glutamát
A piroszőlősav és az oxálacetát egyaránt fontos összetevői a glikolízisnek, valamint a citromsavciklusnak is.
A glutamát  fontos szerepe, hogy a szervezetben található káros nitrogén eltávolításában nagy szerepet játszik. Deaminálódik, és ez által egy a glutamát-dehidrogenáz nevű enzim által katalizált, oxidatív reakció jön létre.
glutamát + víz + NADP+ → α-ketoglutarát + NADPH + ammónia + H+
Ezt követően az ammónia főként urea formában (mely a májban szintetizálódik) kerül ürítésre.

### Szerepe neurotranszmitterként
A glutamát az emlősök idegrendszerében található legáltalánosabb serkentő neurotranszmitter. Nem tud átjutni a vér-agy gáton, így az anyagcserében részt vevő glutaminsav elkülönül a neurotranszmissziót végző glutaminsavtól. Ez utóbbi szintézise az agyban történik α-ketoglutársavból reduktív transzaminálással, vagy a glutamin dezaminálásával, és a neurális szinapszisok preszinaptikus sejtjében, a glutamát vezikulákban tárolódik. Az akciós potenciál hatására a vezikulák tartalma az intercelluláris térbe kerül, és aktiválja a posztszinaptikus sejten található glutamátreceptorokat (pl. NMDA receptor). A tanulás folyamatában, és a memória kialakulásában a glutamát nagy szerepét feltételezik. 
Az ioncsatornák és glutaminsav-receptorok nagy többségét az ionotróp receptorok alkotják. A farmakológiai érzékenység alapján három csoportra oszthatók:
- NMDA (N-metil-D-aszpartát)
- AMPA
- kainsav

A másik glutamát receptortípus a G-fehérjecsatolt metabotróp receptor.

#### GABA prekurzor
A glutaminsav a gamma-aminovajsav (GABA) prekurzora, azaz szintetizálásához nélkülözhetetlen. A szintetizálás a hasnyálmirigyben, és az agyban nagy mennyiségben található glutaminsav-dekarboxiláz (GAD) nevű enzim hatására megy végbe.

### Ízfokozó
Az élelmiszerekben a hozzáadott glutaminsavat E620 jelöli. Az ízfokozóként alkalmazott glutaminsavat általában melaszból, baktériumok erjesztésével készítik legnagyobb mennyiségben, de bármilyen növényi fehérjéből előállítható, mert a glutaminsav és a glutamát szinte minden fehérjében megtalálható. Az anyatejben, a paradicsomban és a szardíniában sok szabad glutamát található.
| Élelmiszer                        | Szabad glutamát (mg/100 g) | Fehérjében található glutamát (mg/100 g) |
| --------------------------------- | -------------------------- | ---------------------------------------- |
| Vegemite (ausztrál szendvicskrém) | 1400                       |                                          |
| Szójaszósz (kínai)                | 1090                       |                                          |
| Szójaszósz (japán)                | 782                        |                                          |
| Roquefort-sajt                    | 1280                       |                                          |
| Parmezán-sajt                     | 1200                       | 9847                                     |
| Szőlőlé                           | 258                        |                                          |
| Paradicsom                        | 140                        | 238                                      |
| Zöldborsó                         | 200                        | 5583                                     |
| Kukorica                          | 130                        | 1765                                     |
| Tehéntej                          | 2                          | 819                                      |
| Anyatej                           | 22                         | 229                                      |
| Tojás                             | 23                         | 1583                                     |
| Csirke                            | 44                         | 3309                                     |
| Kacsa                             | 69                         | 3636                                     |
| Marhahús                          | 33                         | 2846                                     |
| Sertéshús                         | 23                         | 2325                                     |
| Lazac                             | 20                         | 2216                                     |

A glutaminsav a többi glutamáthoz (pl. nátrium-glutamát) hasonlóan az umami ízt adja, valamint felerősíti az élelmiszerek egyéb ízeit is. Legintenzívebb ízhatása a nátrium-glutamátnak van. 
Számos élelmiszerben megtalálható, napi maximum beviteli mennyisége nincs meghatározva.

## Előállítása
A kínai Fufeng Group Limited a glutaminsav legnagyobb előállítója, évente körülbelül 300 000 tonnát termel, míg a világ éves felhasználása 1,7 millió tonna, melynek nagy részét (1,1 millió tonnát) Kína használja fel.

## Sói
- E621 nátrium-glutamát (MSG)
- E622 kálium-glutamát
- E623 kalcium-diglutamát
- E624 ammónium-glutamát
- E625 magnézium-diglutamát

A glutamátokat (a glutaminsav anionja) nátriummal, kalciumal, káliummal, magnéziummal ammóniával alkotott sóit az élelmiszeriparban széles körben alkalmazzák, mint általános ízfokozókat. Általában keményítőből, cukornádból, cukorrépából, vagy melaszból, erjesztés útján állítják elő őket. Ízük különböző intenzitású, jellegzetes umami íz. Legintenzívebb íze a nátrium-glutamátnak van. Főként alacsony sótartalmú élelmiszerek esetén fordulnak elő. Számos élelmiszerben előfordulhatnak, de leginkább a hús alapú, vagy hús ízű készítményekben alkalmazzák őket.
Számos forrás mellékhatásokról számol be (például az arra érzékenyeknél nyaki és hátfájást, gyengeséget, fejfájást, szapora szívdobogást okozhat, valamint némely források az egyik legveszélyesebb adalékanyagként említik), ugyanakkor tudományos vizsgálatok nem mutattak semmiféle káros mellékhatást. 12 hetesnél fiatalabb csecsemők esetében fogyasztása nem ajánlott. Napi maximum beviteli mennyisége nincs meghatározva.